# 唐斯 (伊利諾伊州)
唐斯（英語：Downs）是位於美國伊利諾伊州麥克萊恩縣的一個村落。

## 地理
唐斯的座標為40°23′50″N 89°10′37″W / 40.39722°N 89.17694°W，而該地最高點為海拔高度241米（即791英尺）。

## 人口
根據2010年美國人口普查的數據，唐斯的面積為6.77平方千米，當中陸地面積為6.77平方千米，而水域面積為0.00平方千米。當地共有人口1005人，而人口密度為每平方千米148人。